# Corb de mare cu picioare albastre
Corbul de mare cu picioare albastre (Sula nebouxii) este o pasăre marină⁠(d) originară din regiunile subtropicale și tropicale din estul Oceanului Pacific. Este una dintre cele șase specii ale genului Sula. Este ușor de recunoscut datorită picioarelor sale distinctive de un albastru aprins, care este o trăsătură selectată sexual⁠(d) și un produs al dietei lor. Masculii își etalează picioarele în cadrul unui ritual de împerechere⁠(d) elaborat, ridicându-le în sus și în jos în timp ce se perindă în fața femelei. Femela este puțin mai mare decât masculul și poate măsura până la 90 cm lungime, cu o anvergură de până la 1,5 metri.

## Taxonomie
Corbul de mare cu picioare albastre a fost descris de naturalistul francez Alphonse Milne-Edwards⁠(d) în 1882 sub numele binomial actual Sula nebouxii. Epitetul specific a fost ales în onoarea chirurgului, naturalistului și exploratorului Adolphe-Simon Neboux⁠(d) (1806-1844). Există două subspecii recunoscute:
- Sula nebouxii nebouxii Milne-Edwards, 1882 — Coasta Pacificului din America de Sud și Centrală;
- Sula nebouxii excisa Todd, 1948 — Insulele Galapagos.[6]

Cea mai apropiată rudă a sa este corbul de mare peruvian. Este probabil ca cele două specii să se fi separat recent una de cealaltă datorită caracteristicilor ecologice și biologice comune. Un studiu din 2011 al mai multor gene a calculat că cele două specii s-au separat în urmă cu 1,1 – 0,8 milioane de ani.

## Distribuție și habitat
Corbul de mare cu picioare albastre este răspândit pe coastele continentale din estul Oceanului Pacific, din California până în Insulele Galápagos, la sud de Peru. Este o pasăre strict marină. Singura sa nevoie de uscat este să se reproducă și să crească pui, ceea ce face de-a lungul coastelor stâncoase din estul Pacificului.

## Pigmentarea picioarelor

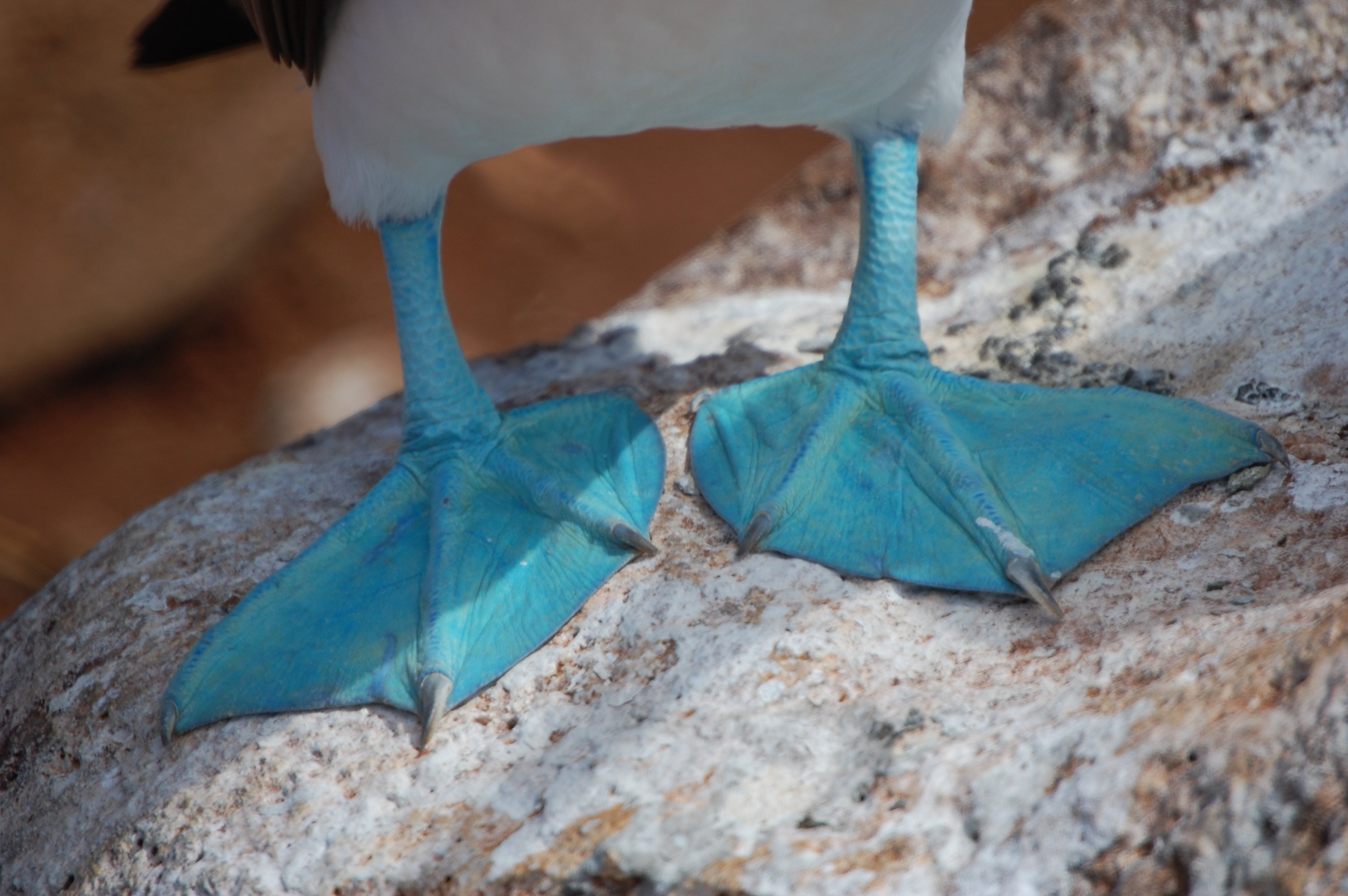
Detaliu al picioarelor albastre

Culoarea albastră a picioarelor palmate ale corbului de mare cu picioare albastre provine de la structurile de colagen aliniate din piele, modificate de pigmenții carotenoizi obținuți din dieta sa de pește proaspăt. Colagenii este dispus într-un mod care face ca pielea să pară albastră. Culoarea de bază este un „albastru plat, violaceu”. Această culoare este modificată de carotenoizi în acvamarin la păsările sănătoase.
Carotenoizii acționează, de asemenea, ca antioxidanți și stimulenți ai funcției imunitare a corbului de mare cu picioare albastre, sugerând că pigmentarea carotenoidelor este un indicator al stării imunologice a unui individ.
Picioarele albastre indică, de asemenea, starea actuală de sănătate a unui corb de mare. Puii care au fost lipsiți experimental de hrană timp de 48 de ore au prezentat o scădere a culorii picioarelor din cauza unei reduceri a cantității de lipide și lipoproteine care sunt utilizate pentru a absorbi și transporta carotenoizii. Astfel, picioarele sunt indicatori rapizi și sinceri ai nivelului actual de hrănire al unui corb de mare. Deoarece picioarele albastre sunt semnale care indică în mod fiabil starea imunologică și de sănătate a unui corb de mare, colorarea este favorizată prin selecție sexuală⁠(d).

## Galerie

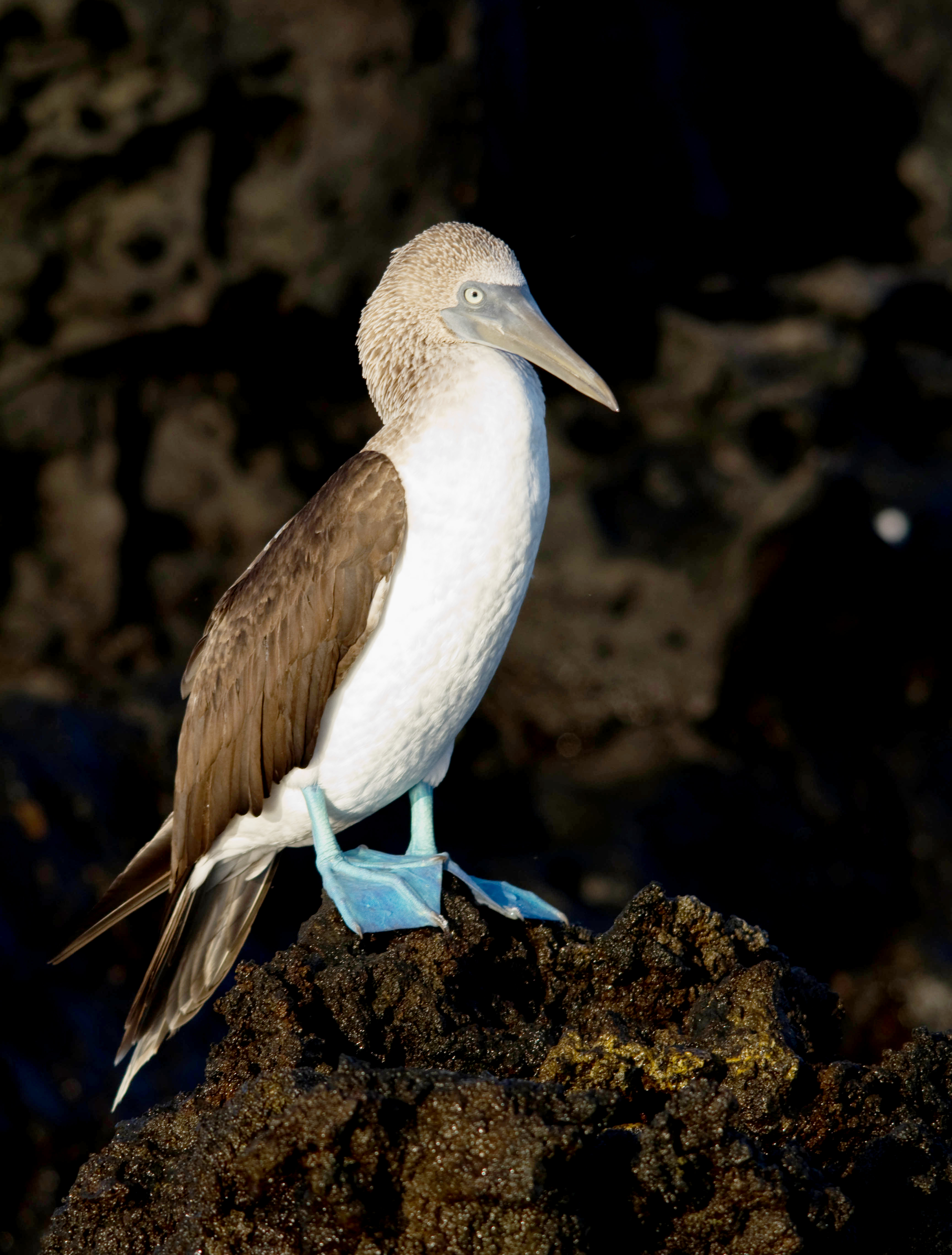
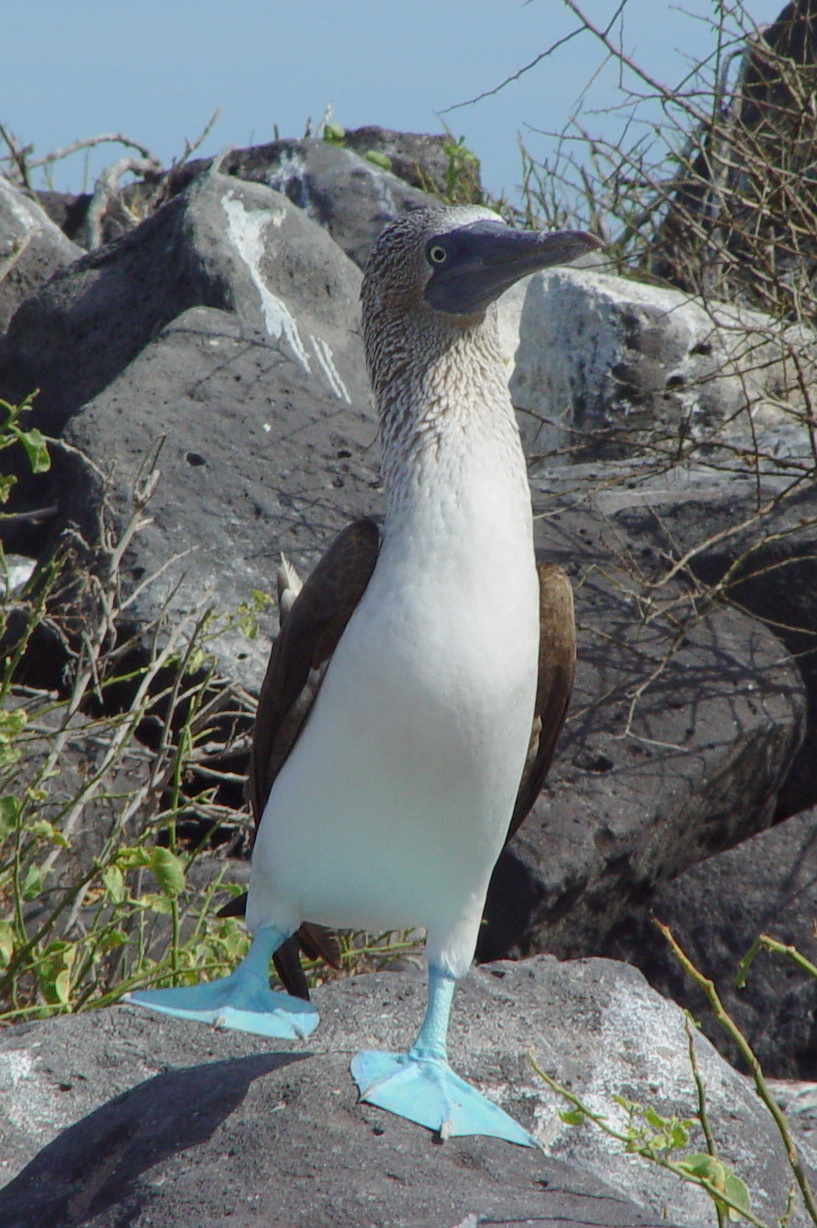
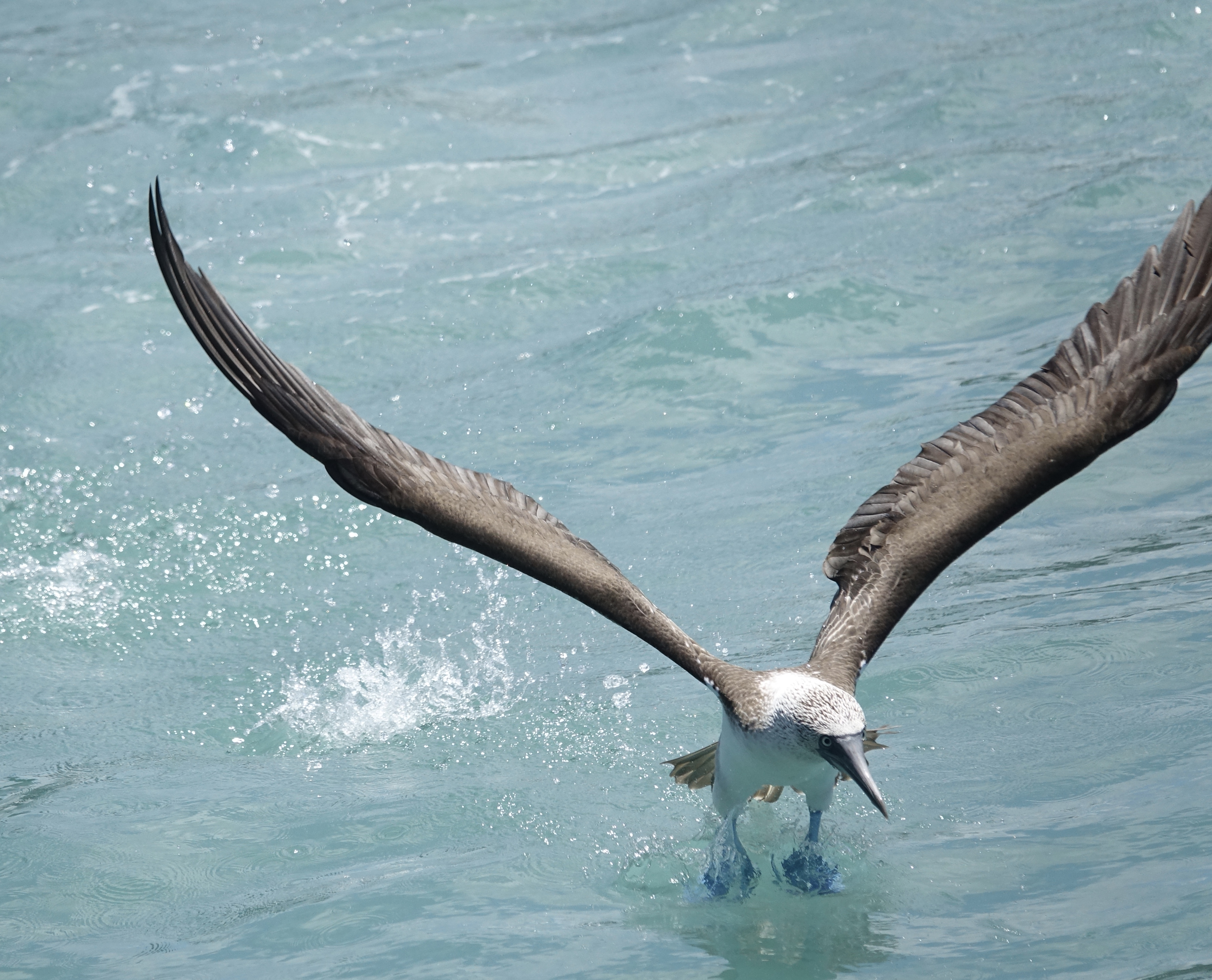
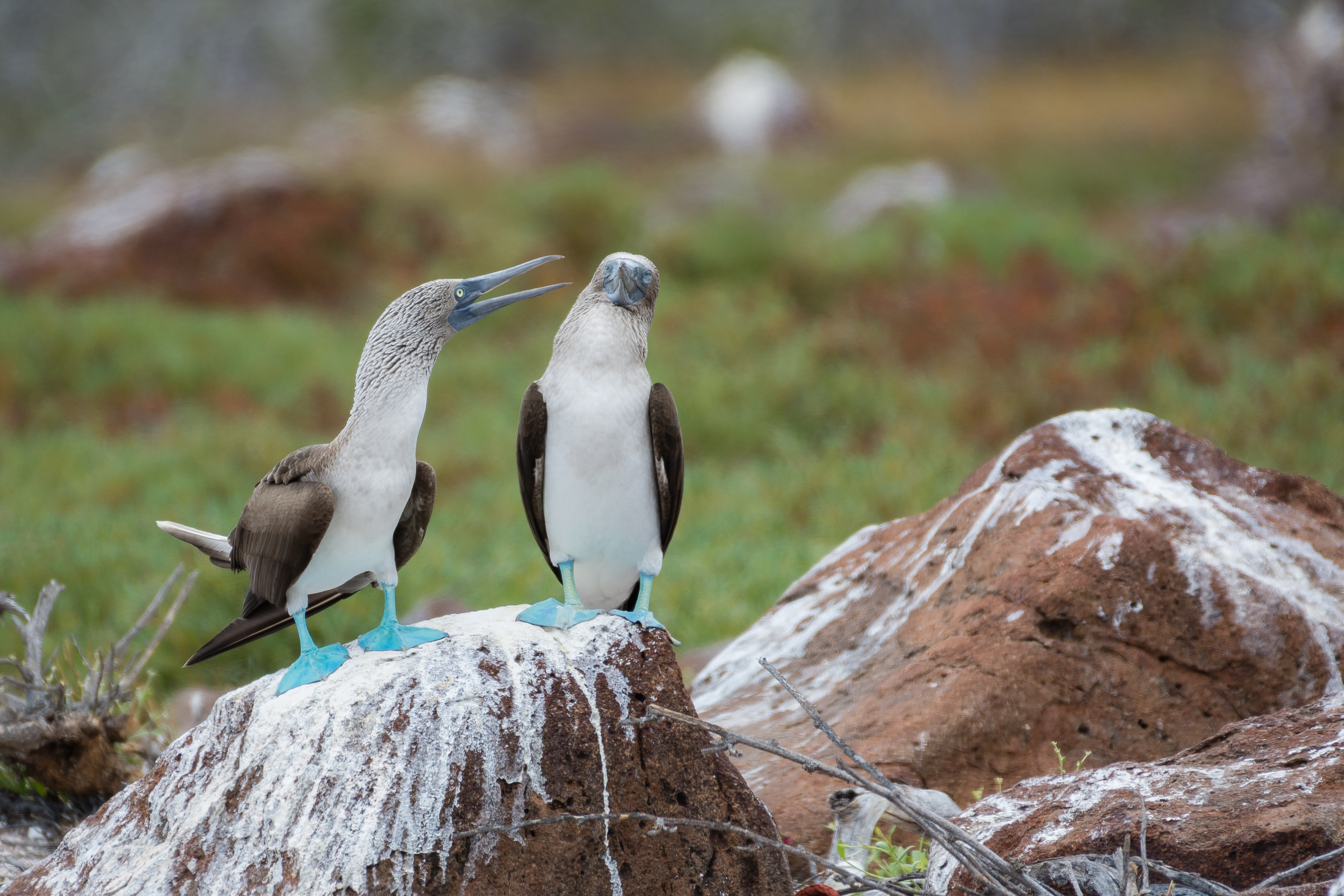